# Museo de Sitio Andrés Avelino Cáceres
El Museo de Sitio Andrés Avelino Cáceres es un museo ubicado frente al parque Reducto n.º 2 en el distrito de Miraflores. Esta dedicado a la resistencia peruana en la batalla de Miraflores durante la guerra del Pacífico.

## Historia
Fue inaugurado el 10 de noviembre de 1986 durante las celebraciones por el natalicio del militar y presidente Andrés Avelino Cáceres. Su administración se da mediante un convenio entre el municipio de Miraflores y el ejército del Perú; la milicia peruana trasladó de sus almacenes varios artefactos de la tropa (tanto peruana como chilena) rescatados del campo de batalla, así como objetos personales de Cáceres.

## Galería

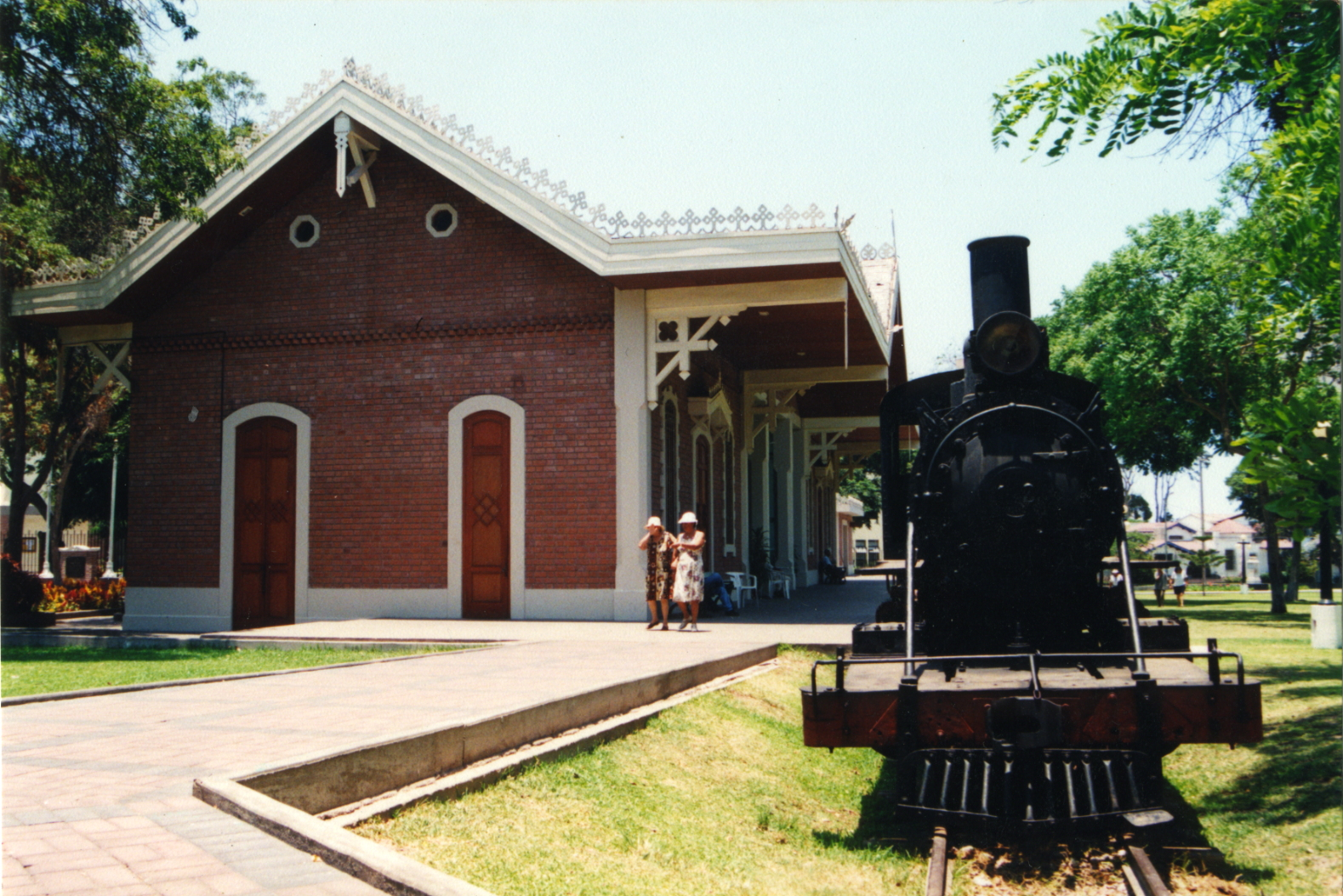
Tren a las afueras del museo.
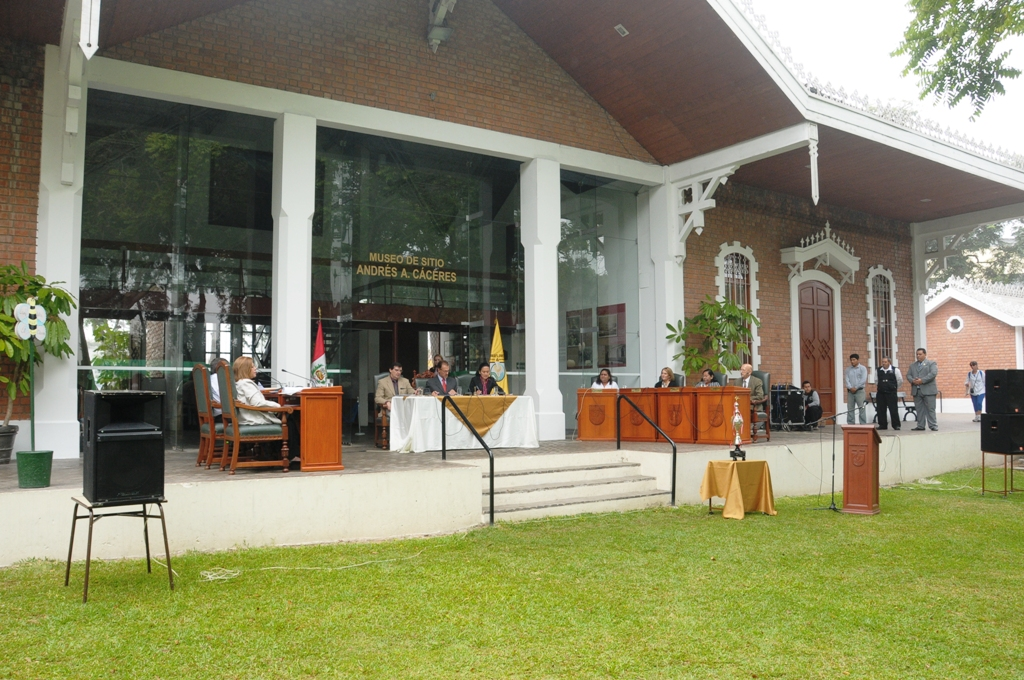
Reunión municipal en la fachada.
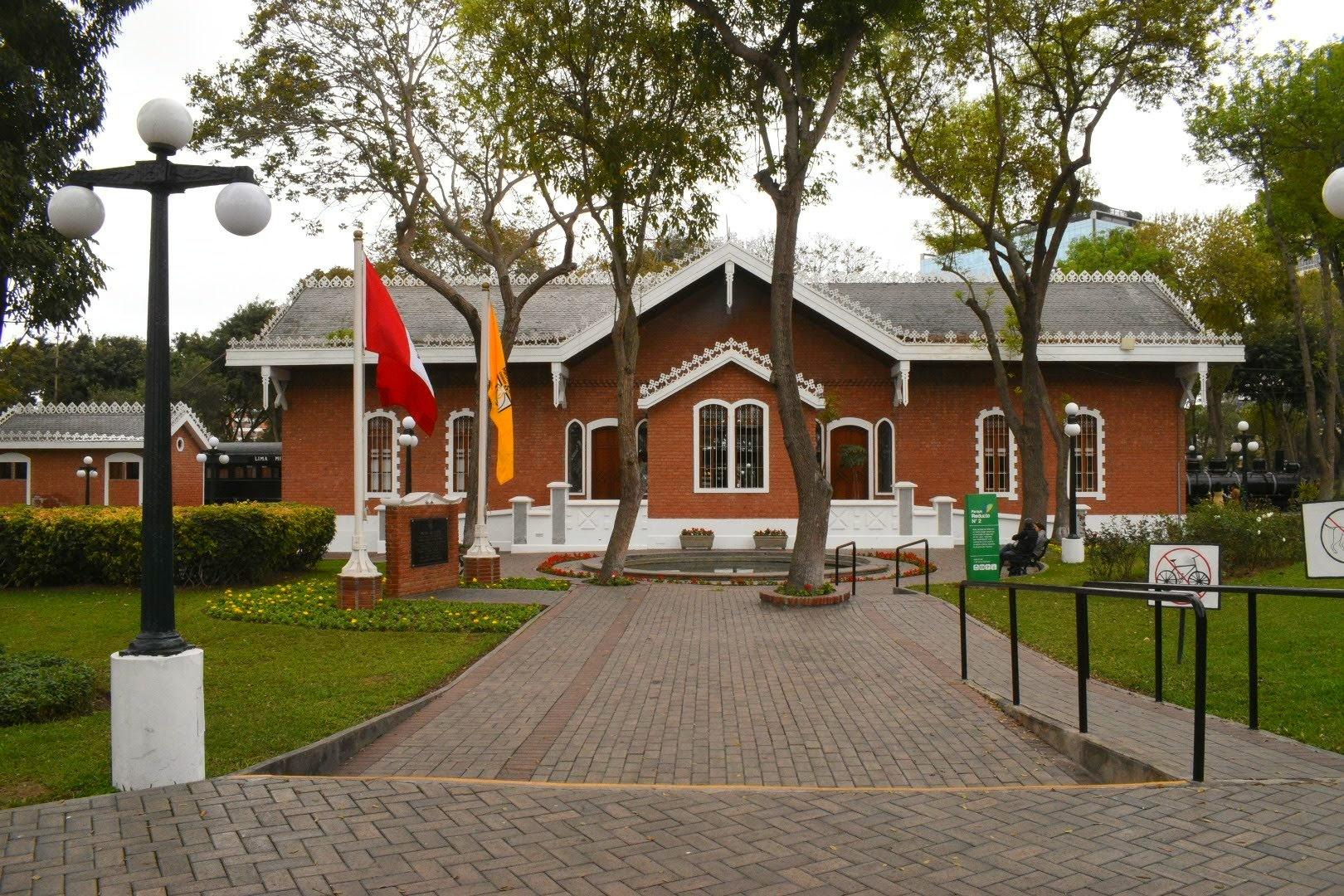
Parte delantera del museo.
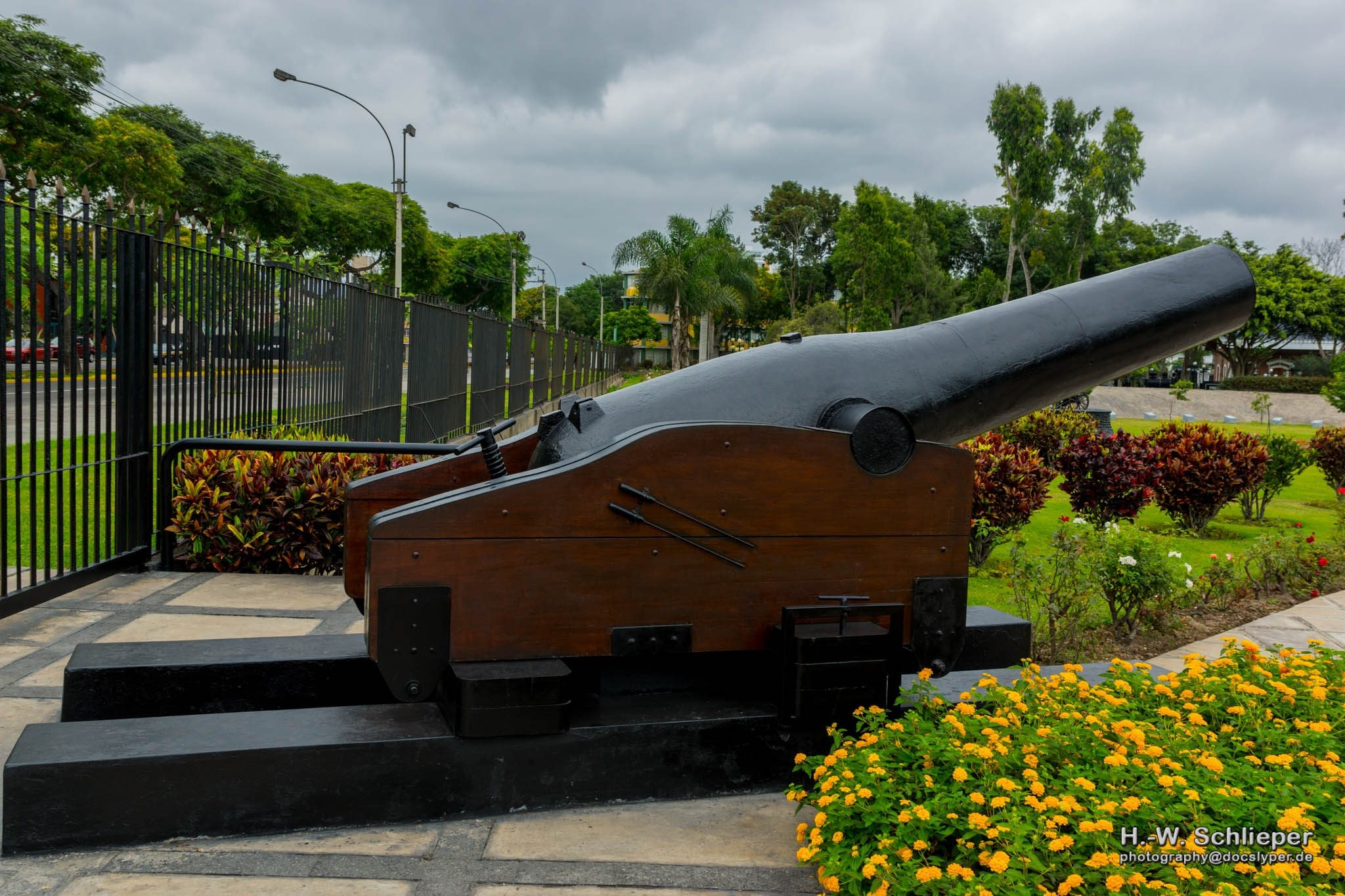
Cañón en la entrada.